# Bingley
Pour les articles homonymes, voir Bingley (homonymie).
Bingley est une ville du district métropolitain de la cité de Bradford, Yorkshire de l'Ouest, Angleterre, à 8 km au nord-ouest de Bradford.   

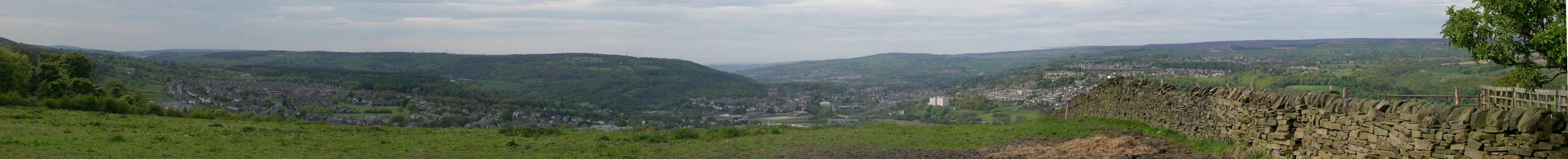
Panorama du haut de Cottingley Cliffe.

## Géographie
La ville se niche dans la vallée de l'Airedale sur le versant sud de Ilkley Moor. Le long de la vallée une route (A 650), un canal (le canal Leeds-Liverpool) et une voie de chemin de fer ont été construits. Parmi ces infrastructures, l'escalier d'eau de Bingley est remarquable.

## Histoire
En 1775 un agriculteur a trouvé environ 45 kg de pièces romains en argent, dont certaines de l'époque de Jules César, dans un coffre sur son terrain.

## Population
La ville a été divisée en deux : Bingley (population estimée en 2001 à 15 925 hab.) et Bingley Rural (population estimée en 2001 à 16 649 hab.). Les deux parties se sont considérablement agrandies depuis 2004 ce qui rend les estimations de la population inférieures à la réalité.

## Économie
Le siège social de Bradford & Bingley, la septième banque du Royaume-Uni, se trouve entre Bingley et Keighley.
Une filiale d'IMA (Inter mutuelles assistance) y est implantée.